# Giro del Delfinato 2009
Il Giro del Delfinato 2009, sessantunesima edizione della corsa e valevole come quindicesima prova del calendario mondiale UCI 2009, si svolse in otto tappe dal 7 al 14 giugno 2009, per un percorso totale di 1027,5 km.
La vittoria andò allo spagnolo Alejandro Valverde, che staccò di 16 secondi l'australiano Cadel Evans e di 1'16" il connazionale Alberto Contador. Con i 107 punti guadagnati Valverde si portò momentaneamente in testa alla classifica UCI.

## Tappe
| Tappa  | Data      | Percorso                                        | km      | Vincitore di tappa | Leader cl. generale |
| ------ | --------- | ----------------------------------------------- | ------- | ------------------ | ------------------- |
| 1ª     | 7 giugno  | Nancy (cron. individuale)                       | 12,1    | Cadel Evans        | Cadel Evans         |
| 2ª     | 8 giugno  | Nancy > Digione                                 | 228     | Angelo Furlan      | Cadel Evans         |
| 3ª     | 9 giugno  | Tournus > Saint-Étienne                         | 182     | Niki Terpstra      | Niki Terpstra       |
| 4ª     | 10 giugno | Bourg-lès-Valence > Valence (cron. individuale) | 42,4    | Bert Grabsch       | Cadel Evans         |
| 5ª     | 11 giugno | Valence > Mont Ventoux                          | 154     | Sylwester Szmyd    | Alejandro Valverde  |
| 6ª     | 12 giugno | Gap > Briançon                                  | 106     | Pierrick Fédrigo   | Alejandro Valverde  |
| 7ª     | 13 giugno | Briançon > Saint-François-Longchamp             | 157     | David Moncoutié    | Alejandro Valverde  |
| 8ª     | 14 giugno | Faverges > Grenoble                             | 146     | Stef Clement       | Alejandro Valverde  |
| Totale | Totale    | Totale                                          | 1 027,5 |                    |                     |

## Squadre e corridori partecipanti
| N.    | Cod. | Squadra                |
| ----- | ---- | ---------------------- |
| 1-8   | GCE  | Caisse d'Epargne       |
| 11-18 | SIL  | Silence-Lotto          |
| 21-28 | AST  | Astana                 |
| 31-38 | RAB  | Rabobank               |
| 41-48 | EUS  | Euskaltel-Euskadi      |
| 51-58 | ALM  | AG2R La Mondiale       |
| 61-68 | FDJ  | Française des Jeux     |
| 71-78 | COF  | Cofidis                |
| 81-88 | QST  | Quick Step             |
| 91-98 | GRM  | Team Garmin-Slipstream |

| N.      | Cod. | Squadra                 |
| ------- | ---- | ----------------------- |
| 101-108 | BBO  | Bbox Bouygues Telecom   |
| 111-118 | MRM  | Team Milram             |
| 121-128 | LAM  | Lampre-N.G.C.           |
| 131-138 | THR  | Team Columbia-High Road |
| 141-148 | KAT  | Team Katusha            |
| 151-158 | SAX  | Team Saxo Bank          |
| 161-168 | LIQ  | Liquigas                |
| 171-178 | FUJ  | Fuji-Servetto           |
| 181-188 | BMC  | BMC Racing Team         |

## Dettagli delle tappe

### 1ª tappa
- 7 giugno: Nancy – Cronometro individuale – 12,1 km

Risultati
| Pos. | Corridore          | Squadra      | Tempo    |
| ---- | ------------------ | ------------ | -------- |
| 1    | Cadel Evans        | Silence      | 15'36"64 |
| 2    | Alberto Contador   | Astana       | a 8"     |
| 3    | Alejandro Valverde | C. d'Epargne | a 23"    |

| Pos. | Corridore          | Squadra      | Tempo    |
| ---- | ------------------ | ------------ | -------- |
| 1    | Cadel Evans        | Silence      | 15'36"64 |
| 2    | Alberto Contador   | Astana       | a 8"     |
| 3    | Alejandro Valverde | C. d'Epargne | a 23"    |

### 2ª tappa
- 8 giugno: Nancy > Digione – 228 km

Risultati
| Pos. | Corridore     | Squadra       | Tempo    |
| ---- | ------------- | ------------- | -------- |
| 1    | Angelo Furlan | Lampre-N.G.C. | 5h35'04" |
| 2    | Markus Zberg  | BMC           | s.t.     |
| 3    | Tom Boonen    | Quick Step    | s.t.     |

| Pos. | Corridore          | Squadra      | Tempo    |
| ---- | ------------------ | ------------ | -------- |
| 1    | Cadel Evans        | Silence      | 5h50'40" |
| 2    | Alberto Contador   | Astana       | a 8"     |
| 3    | Alejandro Valverde | C. d'Epargne | a 23"    |

### 3ª tappa
- 9 giugno: Tournus > Saint-Étienne – 182 km

Risultati
| Pos. | Corridore      | Squadra       | Tempo    |
| ---- | -------------- | ------------- | -------- |
| 1    | Niki Terpstra  | Milram        | 4h32'34" |
| 2    | Ludovic Turpin | AG2R La Mon.  | s.t.     |
| 3    | Jurij Trofimov | Bouygues Tel. | s.t.     |

| Pos. | Corridore      | Squadra       | Tempo     |
| ---- | -------------- | ------------- | --------- |
| 1    | Niki Terpstra  | Milram        | 10h23'45" |
| 2    | Rémi Pauriol   | Cofidis       | a 26"     |
| 3    | Jurij Trofimov | Bouygues Tel. | a 27"     |

### 4ª tappa
- 10 giugno: Bourg-lès-Valence > Valence – Cronometro individuale – 42,4 km

Risultati
| Pos. | Corridore    | Squadra  | Tempo    |
| ---- | ------------ | -------- | -------- |
| 1    | Bert Grabsch | Columbia | 51'26"48 |
| 2    | Cadel Evans  | Silence  | a 7"     |
| 3    | David Millar | Garmin   | a 39"    |

| Pos. | Corridore        | Squadra  | Tempo     |
| ---- | ---------------- | -------- | --------- |
| 1    | Cadel Evans      | Silence  | 11h16'19" |
| 2    | Alberto Contador | Astana   | a 45"     |
| 3    | Bert Grabsch     | Columbia | a 48"     |

### 5ª tappa
- 11 giugno: Valence > Mont Ventoux – 154 km

Risultati
| Pos. | Corridore          | Squadra      | Tempo    |
| ---- | ------------------ | ------------ | -------- |
| 1    | Sylwester Szmyd    | Liquigas     | 4h05'04" |
| 2    | Alejandro Valverde | C. d'Epargne | s.t.     |
| 3    | Haimar Zubeldia    | Astana       | a 1'14"  |

| Pos. | Corridore          | Squadra      | Tempo     |
| ---- | ------------------ | ------------ | --------- |
| 1    | Alejandro Valverde | C. d'Epargne | 15h23'17" |
| 2    | Cadel Evans        | Silence      | a 16"     |
| 3    | Alberto Contador   | Astana       | a 1'04"   |

### 6ª tappa
- 12 giugno: Gap > Briançon – 106 km

Risultati
| Pos. | Corridore           | Squadra       | Tempo    |
| ---- | ------------------- | ------------- | -------- |
| 1    | Pierrick Fédrigo    | Bouygues Tel. | 2h48'17" |
| 2    | Jurgen Van De Walle | Quick Step    | a 4"     |
| 3    | Stéphane Goubert    | AG2R La Mon.  | a 5"     |

| Pos. | Corridore          | Squadra      | Tempo     |
| ---- | ------------------ | ------------ | --------- |
| 1    | Alejandro Valverde | C. d'Epargne | 18h15'46" |
| 2    | Cadel Evans        | Silence      | a 16"     |
| 3    | Alberto Contador   | Astana       | a 1'04"   |

### 7ª tappa
- 13 giugno: Briançon > Saint-François-Longchamp – 157 km

Risultati
| Pos. | Corridore       | Squadra  | Tempo    |
| ---- | --------------- | -------- | -------- |
| 1    | David Moncoutié | Cofidis  | 4h44'26" |
| 2    | Robert Gesink   | Rabobank | a 41"    |
| 3    | Cadel Evans     | Silence  | a 41"    |

| Pos. | Corridore          | Squadra      | Tempo     |
| ---- | ------------------ | ------------ | --------- |
| 1    | Alejandro Valverde | C. d'Epargne | 23h00'56" |
| 2    | Cadel Evans        | Silence      | a 16"     |
| 3    | Alberto Contador   | Astana       | a 1'18"   |

### 8ª tappa
- 14 giugno: Faverges > Grenoble – 146 km

Risultati
| Pos. | Corridore      | Squadra     | Tempo    |
| ---- | -------------- | ----------- | -------- |
| 1    | Stef Clement   | Rabobank    | 3h30'17" |
| 2    | Timothy Duggan | Garmin      | s.t.     |
| 3    | Sébastien Joly | F. des Jeux | a 2"     |

| Pos. | Corridore          | Squadra      | Tempo     |
| ---- | ------------------ | ------------ | --------- |
| 1    | Alejandro Valverde | C. d'Epargne | 26h33'15" |
| 2    | Cadel Evans        | Silence      | a 16"     |
| 3    | Alberto Contador   | Astana       | a 1'18"   |

## Evoluzione delle classifiche
| Tappa              | Vincitore          | Classifica generale Maglia gialla | Classifica a punti Maglia verde | Classifica scalatori Maglia rossa a pois | Classifica a squadre    |
| ------------------ | ------------------ | --------------------------------- | ------------------------------- | ---------------------------------------- | ----------------------- |
| 1ª                 | Cadel Evans        | Cadel Evans                       | Cadel Evans                     | Cadel Evans                              | non assegnato           |
| 2ª                 | Angelo Furlan      | Cadel Evans                       | Cadel Evans                     | Alexandre Pichot                         | Silence-Lotto           |
| 3ª                 | Niki Terpstra      | Niki Terpstra                     | Niki Terpstra                   | Rémi Pauriol                             | Team Milram             |
| 4ª                 | Bert Grabsch       | Cadel Evans                       | Cadel Evans                     | Rémi Pauriol                             | Team Columbia-High Road |
| 5ª                 | Sylwester Szmyd    | Alejandro Valverde                | Cadel Evans                     | Sylwester Szmyd                          | Astana                  |
| 6ª                 | Pierrick Fédrigo   | Alejandro Valverde                | Cadel Evans                     | Pierrick Fédrigo                         | Astana                  |
| 7ª                 | David Moncoutié    | Alejandro Valverde                | Cadel Evans                     | Pierrick Fédrigo                         | Astana                  |
| 8ª                 | Stef Clement       | Alejandro Valverde                | Cadel Evans                     | Pierrick Fédrigo                         | Astana                  |
| Classifiche finali | Classifiche finali | Alejandro Valverde                | Cadel Evans                     | Pierrick Fédrigo                         | Astana                  |

## Classifiche finali

### Classifica generale - Maglia gialla
| Pos. | Corridore           | Squadra      | Tempo     |
| ---- | ------------------- | ------------ | --------- |
| 1    | Alejandro Valverde  | C. d'Epargne | 26h33'15" |
| 2    | Cadel Evans         | Silence      | a 16"     |
| 3    | Alberto Contador    | Astana       | a 1'18"   |
| 4    | Robert Gesink       | Rabobank     | a 2'41"   |
| 5    | Mikel Astarloza     | Euskaltel    | a 3'40"   |
| 6    | Jakob Fuglsang      | Saxo Bank    | a 4'08"   |
| 7    | Vincenzo Nibali     | Liquigas     | a 4'21"   |
| 8    | Haimar Zubeldia     | Astana       | a 5'05"   |
| 9    | David Millar        | Garmin       | a 5'28"   |
| 10   | Christophe Le Mével | F. des Jeux  | a 6'19"   |

### Classifica a punti - Maglia verde
| Pos. | Corridore          | Squadra      | Punti |
| ---- | ------------------ | ------------ | ----- |
| 1    | Cadel Evans        | Silence      | 97    |
| 2    | Alberto Contador   | Astana       | 66    |
| 3    | Alejandro Valverde | C. d'Epargne | 59    |
| 4    | David Millar       | Garmin       | 43    |
| 5    | Markus Zberg       | BMC          | 43    |

### Classifica scalatori - Maglia rossa a pois
| Pos. | Corridore          | Squadra       | Punti |
| ---- | ------------------ | ------------- | ----- |
| 1    | Pierrick Fédrigo   | Bouygues Tel. | 111   |
| 2    | David Moncoutié    | Cofidis       | 88    |
| 3    | Juan Manuel Gárate | Rabobank      | 71    |
| 4    | Christophe Kern    | Cofidis       | 57    |
| 5    | Alejandro Valverde | C. d'Epargne  | 53    |

### Classifica a squadre
| Pos. | Squadra            | Tempo     |
| ---- | ------------------ | --------- |
| 1    | Astana             | 79h58'20" |
| 2    | Rabobank           | a 4'41"   |
| 3    | AG2R La Mondiale   | a 5'56"   |
| 4    | Euskaltel-Euskadi  | a 6'27"   |
| 5    | Française des Jeux | a 18'33"  |

## Punteggi UCI
| Pos. | Corridore           | Squadra       | Punti |
| ---- | ------------------- | ------------- | ----- |
| 1    | Alejandro Valverde  | C. d'Epargne  | 107   |
| 2    | Cadel Evans         | Silence       | 92    |
| 3    | Alberto Contador    | Astana        | 75    |
| 4    | Robert Gesink       | Rabobank      | 65    |
| 5    | Mikel Astarloza     | Euskaltel     | 50    |
| 6    | Jakob Fuglsang      | Saxo Bank     | 42    |
| 7    | Vincenzo Nibali     | Liquigas      | 31    |
| 8    | Haimar Zubeldia     | Astana        | 22    |
| 9    | David Millar        | Garmin        | 12    |
| 10   | Stef Clement        | Rabobank      | 6     |
| 11   | Pierrick Fédrigo    | Bouygues Tel. | 6     |
| 12   | Sylwester Szmyd     | Liquigas      | 6     |
| 13   | Bert Grabsch        | Columbia      | 6     |
| 14   | Niki Terpstra       | Milram        | 6     |
| 15   | Angelo Furlan       | Lampre-N.G.C. | 6     |
| 16   | David Moncoutié     | Cofidis       | 6     |
| 17   | Christophe Le Mével | F. des Jeux   | 4     |
| 18   | Jurgen Van De Walle | Quick Step    | 4     |
| 19   | Ludovic Turpin      | Cofidis       | 4     |
| 20   | Markus Zberg        | BMC           | 4     |
| 21   | Timothy Duggan      | Garmin        | 4     |
| 22   | Stéphane Goubert    | AG2R La Mon.  | 2     |
| 23   | Jurij Trofimov      | Bouygues Tel. | 2     |
| 24   | Tom Boonen          | Quick Step    | 2     |
| 25   | Sébastien Joly      | F. des Jeux   | 2     |
| 26   | Rémi Pauriol        | Cofidis       | 1     |
| 27   | Sébastien Rosseler  | Quick Step    | 1     |
| 28   | Marco Bandiera      | Lampre-N.G.C. | 1     |
| 29   | Marcel Sieberg      | Columbia      | 1     |
| 30   | Iñigo Landaluze     | Euskaltel     | 1     |
| 31   | František Raboň     | Columbia      | 1     |
| 32   | Juan Manuel Gárate  | Rabobank      | 1     |
| 33   | Lars Bak            | Saxo Bank     | 1     |
| 34   | Adam Hansen         | Columbia      | 1     |
| 35   | Aljaksandr Kučynski | Liquigas      | 1     |

| Pos. | Squadra                 | Punti |
| ---- | ----------------------- | ----- |
| 1    | Caisse d'Epargne        | 107   |
| 2    | Astana                  | 97    |
| 3    | Silence-Lotto           | 92    |
| 4    | Rabobank                | 72    |
| 5    | Euskaltel-Euskadi       | 51    |
| 6    | Team Saxo Bank          | 43    |
| 7    | Liquigas                | 38    |
| 8    | Team Garmin-Slipstream  | 16    |
| 9    | Cofidis                 | 11    |
| 10   | Bbox Bouygues Telecom   | 8     |
| 11   | Française des Jeux      | 6     |
| 12   | Lampre-N.G.C.           | 7     |
| 13   | Team Columbia-High Road | 6     |
| 14   | Team Milram             | 6     |
| 15   | Quick Step              | 7     |
| 16   | BMC Racing Team         | 4     |
| 17   | AG2R La Mondiale        | 2     |

| Pos. | Nazione              | Punti |
| ---- | -------------------- | ----- |
| 1    | Spagna               | 255   |
| 2    | Australia            | 93    |
| 3    | Paesi Bassi          | 77    |
| 4    | Danimarca (bandiera) | 43    |
| 5    | Italia               | 38    |
| 6    | Francia              | 22    |
| 7    | Regno Unito          | 12    |
| 8    | Belgio               | 7     |
| 9    | Germania             | 7     |
| 10   | Polonia              | 6     |
| 11   | Svizzera             | 4     |
| 12   | Stati Uniti          | 4     |
| 13   | Russia               | 2     |
| 14   | Rep. Ceca            | 1     |
| 15   | Bielorussia          | 1     |